# Базая
Базая — ассирійський цар, який правив у другій половині XVII століття до н. е.